# Mezze verità
Mezze verità è un singolo hip hop scritto da Massimiliano Dagani e Massimiliano Cellamaro e presentata dai Sottotono al Festival di Sanremo 2001. È estratta come singolo dal quarto album in studio ...In teoria.

## Descrizione
La canzone ottiene un modesto quattordicesimo posto alla fine della gara, tuttavia il singolo si rivela il maggior successo commerciale del gruppo ed infatti arriva fino alla quattordicesima posizione dei singoli più venduti in Italia il 15 marzo 2001.
Durante la trasmissione Striscia la notizia, il gruppo viene accusato di aver plagiato Bye Bye Bye, noto brano degli 'N Sync del 2000. L'inviato della trasmissione, Valerio Staffelli tentò di consegnare ai Sottotono un tapiro d'oro, ed essi reagirono al tentativo dell'inviato che non voleva farli entrare in ascensore, tentativo che portava avanti anche con schiaffi. Un'altra versione dice che aggredirono l'inviato di Striscia la notizia violentemente. Quando i Sottotono si presentarono per l'ultima serata sul palco dell'Ariston, furono accolti da una parte del pubblico che fischiava e da un'altra che li applaudiva.

## Tracce
1. Mezze Verità (Album Version) – 4:18
2. Mezze Verità (Instrumental) – 4:19
3. Mezze Verità (Acappella) – 4:19
4. Smoked Out – 5:42

## Classifiche
| Classifica (2001) | Posizione massima |
| ----------------- | ----------------- |
| Italia            | 14                |